# Mapledurham
Mapledurham – wieś w Anglii, w hrabstwie Oxfordshire, w dystrykcie South Oxfordshire. Leży 34 km na południowy wschód od Oksfordu i 64 km na zachód od Londynu. W 2001 miejscowość liczyła 280 mieszkańców.